# Taraguilla
Taraguilla, a veces llamada Taraguillas, es una pedanía perteneciente al municipio andaluz de San Roque, en la provincia de Cádiz. Pertenece a la comarca del Campo de Gibraltar.
Está situada a 3 km al oeste del núcleo principal del municipio, junto a la A-405. Limita al norte con la Estación de San Roque, al este con Miraflores, al sur con la refinería de Gibraltar-San Roque y al oeste con el río Guadarranque, que la separa del término municipal de Los Barrios. Con 3.057 habitantes es la más poblada de las barriadas de San Roque.
En la entrada oeste se encuentra una estatua de una madre con su hijo, símbolo de la lucha contra las drogas vivida allí mismo.

## Comunicaciones
Situada entre dos importantes vías de transporte, la A-7 y la A-405, Taraguilla era, hasta hace poco tiempo, un lugar de paso obligado en los viajes entre la Bahía de Algeciras y el interior del Campo de Gibraltar. La apertura de la variante de Miraflores ha aliviado el tráfico en la travesía de esta barriada.
Varias líneas de transporte metropolitano pasan por Taraguilla, parada de transbordo entre estas.

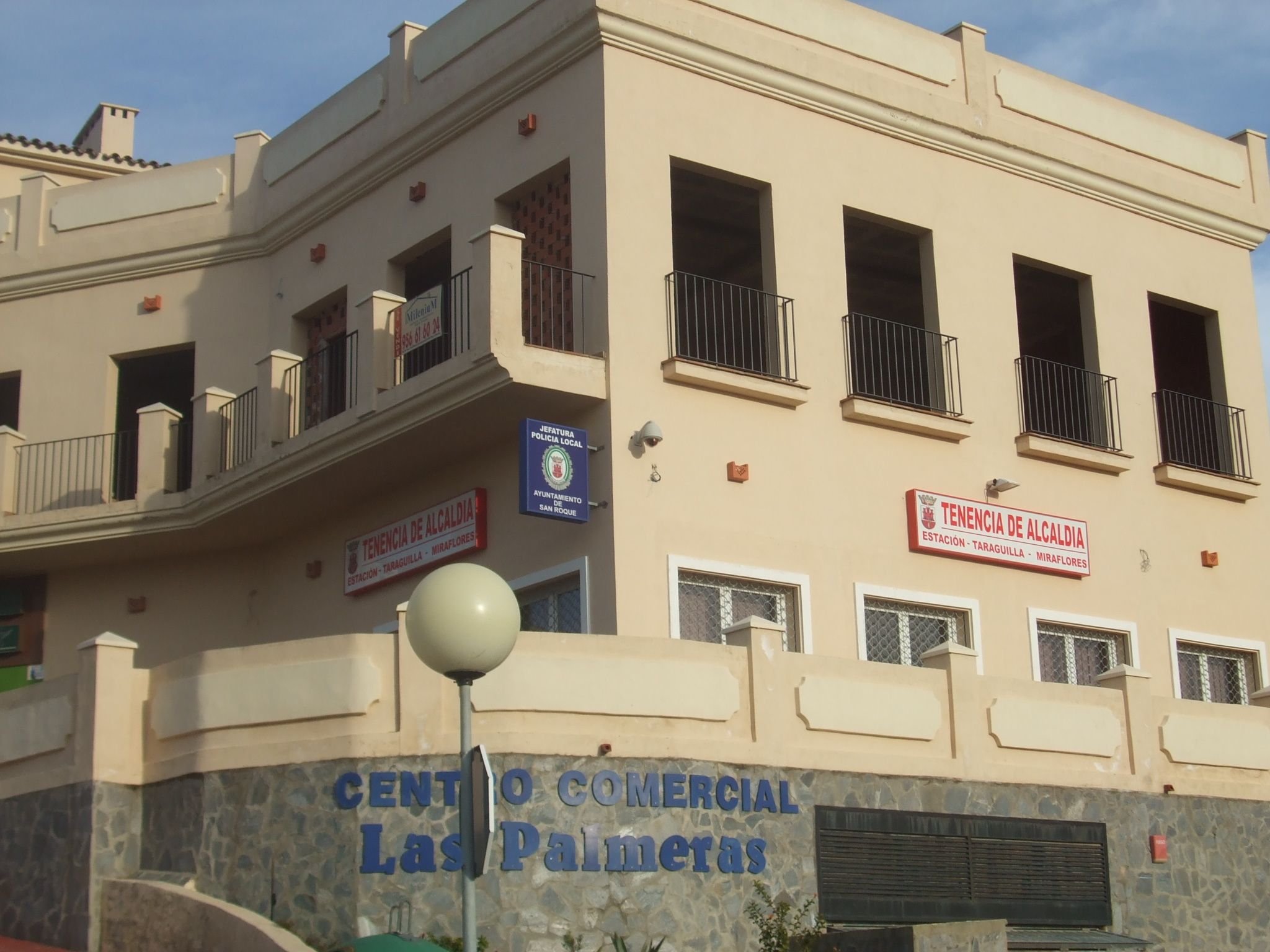

| Líneas de autobús con parada en Taraguilla | Líneas de autobús con parada en Taraguilla | Líneas de autobús con parada en Taraguilla |
| Línea                                      | Trayecto                                   | Empresa                                    |
| ------------------------------------------ | ------------------------------------------ | ------------------------------------------ |
| M-120                                      | Algeciras-La Línea                         | Comes                                      |
| M-121                                      | Los Barrios-La Línea                       | Comes                                      |
| M-130                                      | San Roque-Algeciras                        | Esteban                                    |
| M-170                                      | San Pablo-Jimena-Castellar-Algeciras       | Comes                                      |
| M-270                                      | San Pablo-Jimena-Castellar-La Línea        | Comes                                      |
| Autobuses urbanos                          |                                            |                                            |
| 3                                          | Campamento-Estación                        | Socibus                                    |

## Historia
Antiguamente el tráfico de drogas era abundante pero se paralizó gracias a unos pocos colaboradores, en homenaje a ello se creó una estatua de una mujer y su hijo agarrado de la mano.

## Referencias

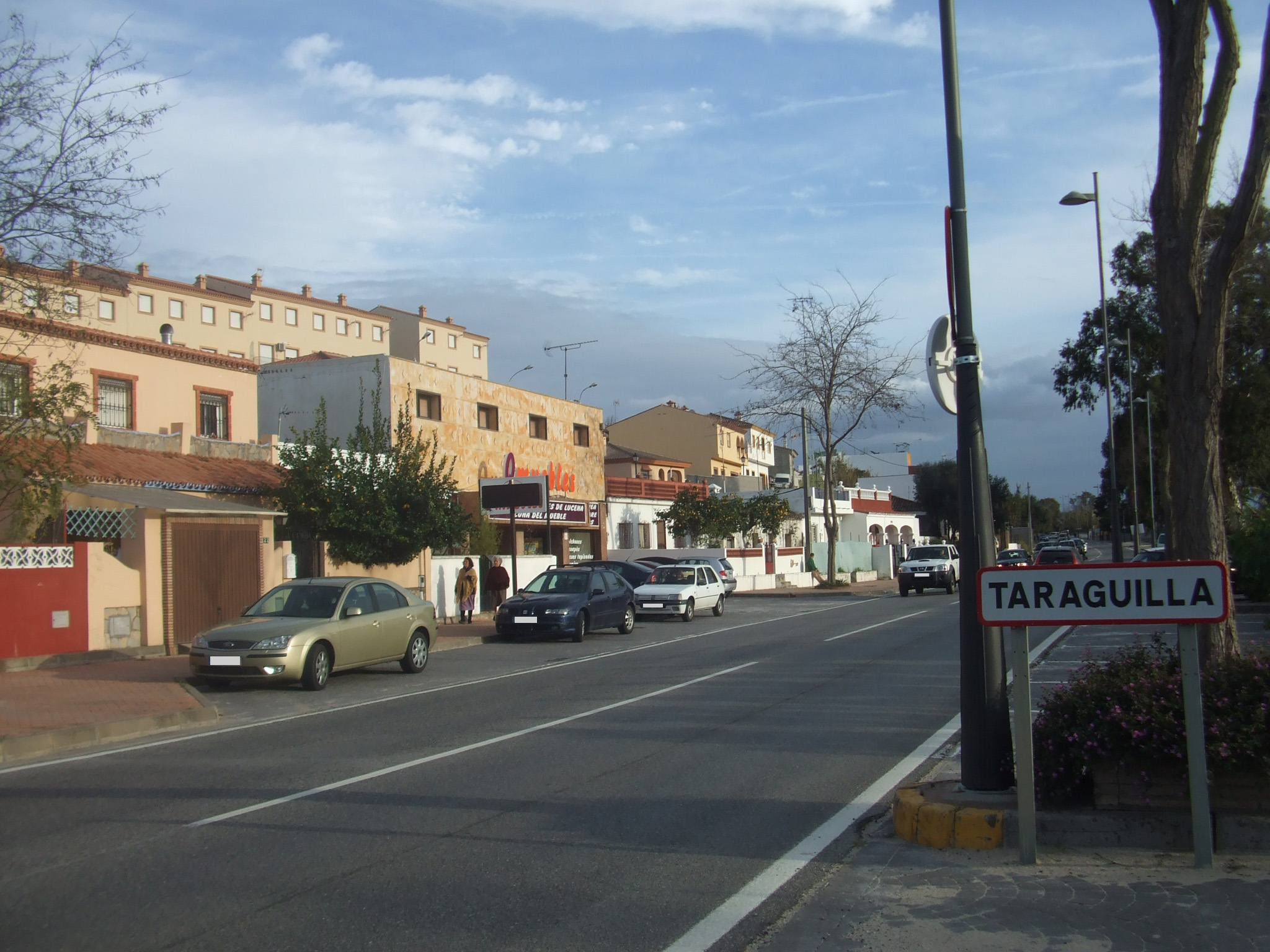
Avenida del Guadarranque.